# ماتیا موستاکیو

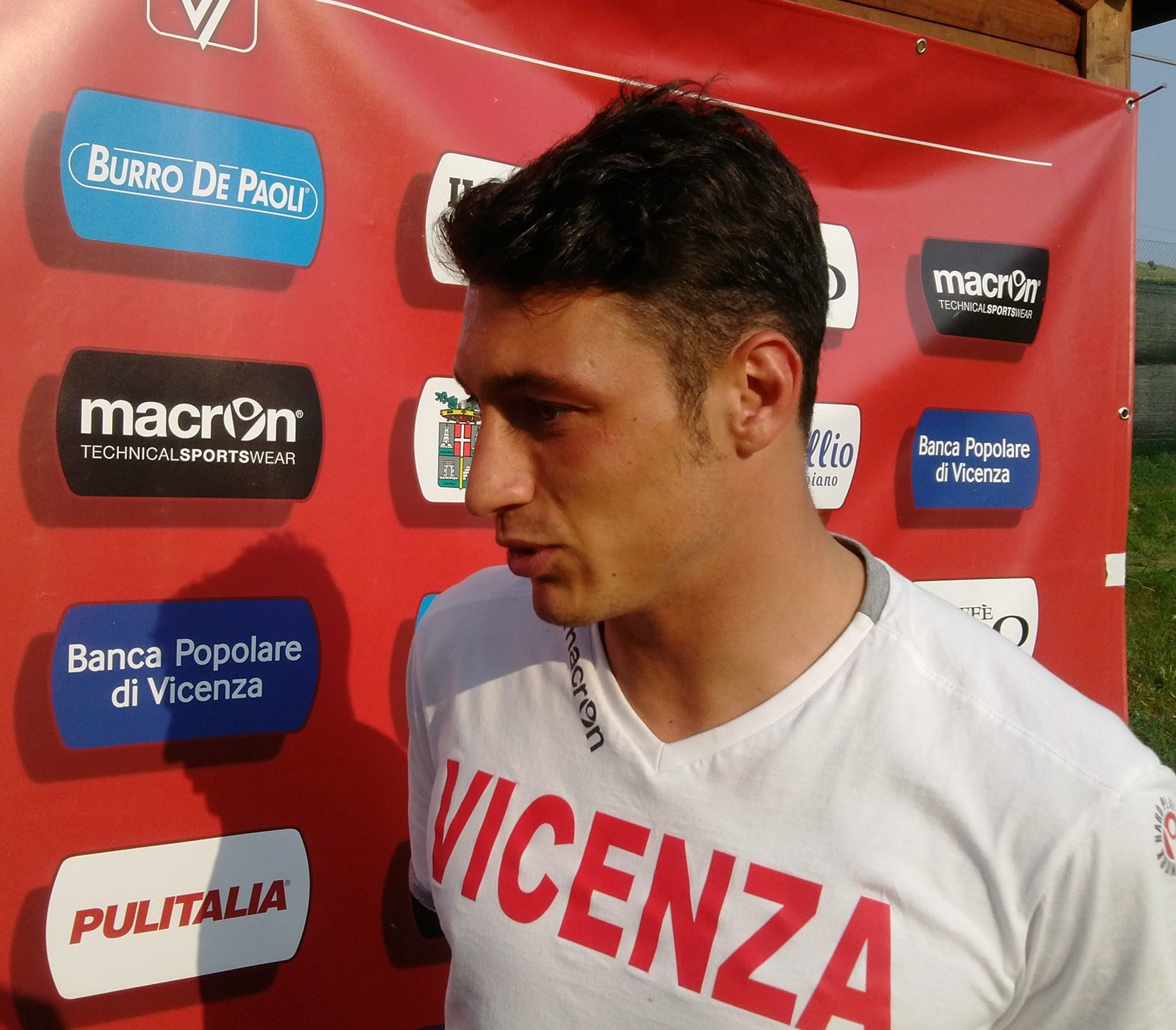
ماتیا موستاکیو در سال ۲۰۱۳

ماتیا موستاکیو (انگلیسی: Mattia Mustacchio؛ زادهٔ ۱۷ مهٔ ۱۹۸۹) بازیکن فوتبال اهل ایتالیا است.
از باشگاه‌هایی که در آن بازی کرده‌است می‌توان به باشگاه فوتبال پروجا، باشگاه فوتبال آسکولی، باشگاه فوتبال آنکونا، باشگاه فوتبال برشا، باشگاه فوتبال سمپدوریا، باشگاه فوتبال ویچنزا، باشگاه فوتبال پرو ورچلی، و باشگاه فوتبال وارزه اشاره کرد.
وی همچنین در تیم‌های ملی فوتبال زیر ۱۷ سال ایتالیا، زیر ۲۰ سال ایتالیا، و زیر ۲۱ سال ایتالیا بازی کرده‌است.